# Sciro (Attica)
Sciro (in greco antico: Σκίρον o Σκίρα?, Skíron o Skíra) era un centro abitato dell'Attica vicino ad un torrente omonimo, appena fuori dalle mura di Atene, lungo la via Sacra. Non era un demo, ed il suo nome derivava da Sciro, un veggente di Dodona che morì in battaglia tra Eleusi ed Eretteo e che venne sepolto in questo luogo.